# Japonská okupace Koreje
Japonská okupace Koreje (korejsky 일제강점기, Ildže kangdžŏmgi nebo japonsky 日本統治時代の朝鮮, Nippon Tóči-džidai no Čósen, čínsky 日帝强占期) označuje období dějin Koreje mezi lety 1910 a 1945, kdy byla Korea ovládnuta Japonským císařstvím. Bylo to vyvrcholení procesu započatého v roce 1876 korejsko-japonskou smlouvou o přátelství, kdy se civilní a vojenští činitelé Meidži snažili ovládnout politicky a ekonomicky a podřídit si ji jako „protektorát” podle tehdy platného mezinárodního zákona. Smlouvou z roku 1905 byla Korea vyhlášena japonským protektorátem a v roce 1910 anektována, čímž ukončila více než pět set let dlouhou vládu dynastie Čoson. Korea byla Japonskem spravována až do konce 2. světové války. V průběhu okupace Japonci páchali množství zločinů na korejském obyvatelstvu a ze strany Korejců se proti japonské nadvládě uskutečnilo množství protestů.

## Pozadí

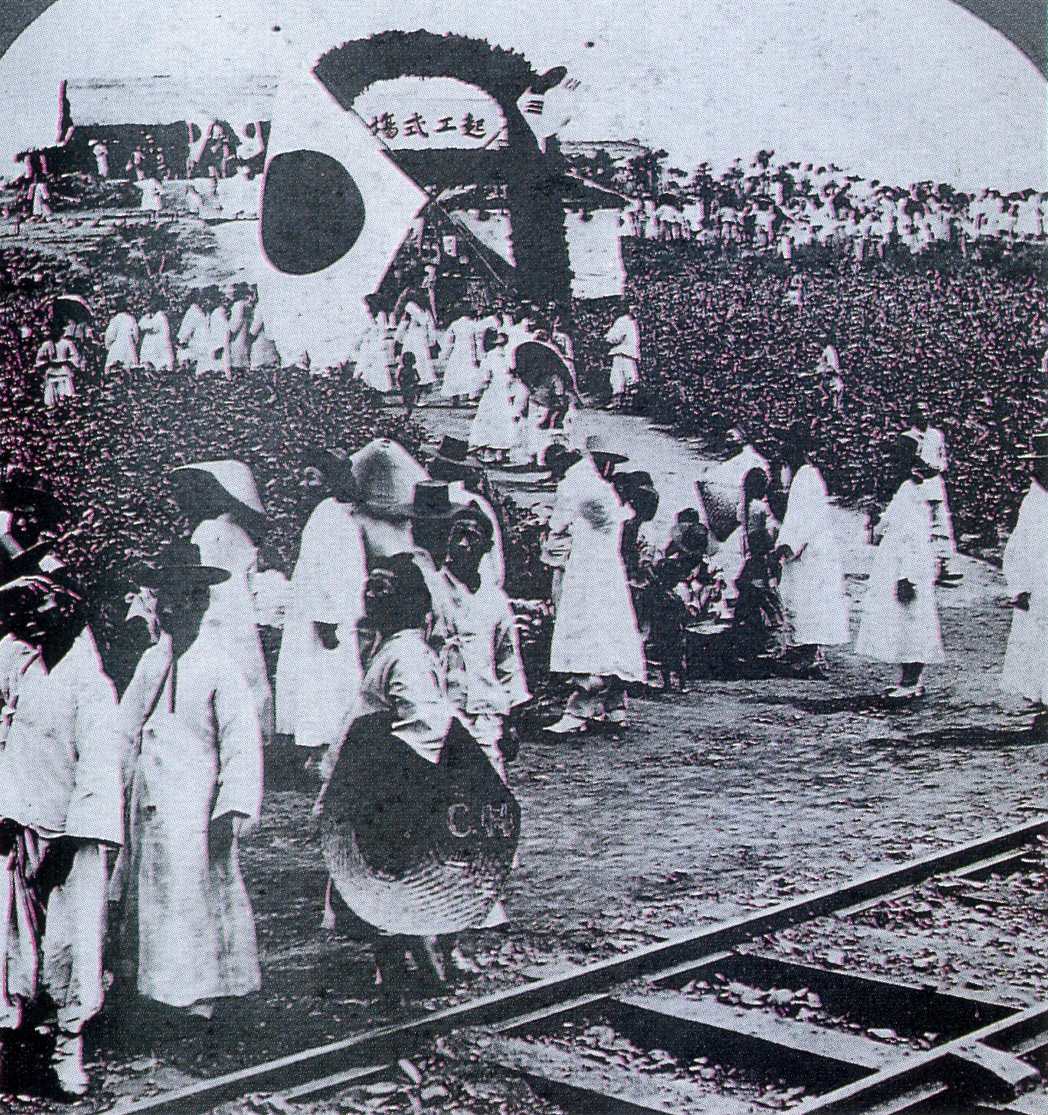
Otevření železnice ze Soulu do Pusanu

V červenci 1894 napadla japonská armáda čínské loďstvo a tak vypukla První čínsko-japonská válka (23. 7. 1894 – 17. 4. 1895). Japonci měli po celou dobu převahu díky modernějšímu vybavení a lepší disciplíně. Nedalo se očekávat nic jiného než porážka Číny.
V říjnu roku 1897 vyhlásil král Kodžong založení nezávislého korejského císařství (Tähan čeguk) a sám se tak povýšil na císaře.
V roce 1902 uzavřelo Japonsko alianci s Velkou Británií, podle které Japonsko uznalo anglické zájmy v Číně a na oplátku Velká Británie uznala zájmy Japonska v Koreji. Byla to první ze tří smluv, které postupně Japonsko uzavíralo se světovými mocnostmi a připravovalo si tak půdu pro případné ovládnutí Korejského poloostrova.
Japonsko pozorně sledovalo také vzestup vlivu Ruska ve východní Asii a nemohlo mu uniknout pozvolné rozšiřování ruského carství. Japonští vůdci, zatím nepřipraveni čelit Rusům vojensky, se soustředili na své ekonomické zájmy v Koreji a přitom hledali příležitost pro budoucí útok. Vztah mezi Ruskem a Japonskem se postupně vyhrocoval, jelikož Rusko porušilo dohodu o neútočení a spolupráci. Před vypuknutím rusko-japonské války Korea vyhlásila neutralitu. Po tomto prohlášení byla do Koreje vyslána delegace, která měla za úkol přimět Koreu k podepsání významného dokumentu. V tomto dokumentu sice bylo obsaženo, že Japonsko respektuje nezávislost Koreje, ale zároveň požadoval stálý japonský dohled nad správou v Koreji. Rusko-japonská válka (1904–1905) proběhla opět ve znamení japonského vítězství. Zprostředkovatelem při podpisu mírové smlouvy mezi oběma zeměmi byl sám prezident USA Theodore Roosevelt. Portsmouthská smlouva, podepsaná roku 1905, mimo jiné obsahovala i článek o tom, že vláda ruského carství bere na vědomí hlavní japonské politické, vojenské a ekonomické zájmy v Koreji. Podepsání Taft-Kacurova memoranda v tomtéž roce s USA zajistilo Japonsku souhlas i tohoto státu s neomezeným ovládnutím Koreje (výměnou za uznání amerických zájmů na Filipínských ostrovech).

## Okupace
Poté byla podepsána Japonsko-korejská protektorátní smlouva, se kterou korejský lid samozřejmě nesouhlasil. Japonské říši již nic nebránilo v okupaci Koreje. Během několika následujících let japonský vliv v Koreji dále sílil. Další významná místa ve správě Koreje byla obsazena Japonci. Poté, co korejský premiér podepsal 22. srpna 1910 anekční smlouvu, byl císař Sundžong donucen vzdát se svého trůnu a podstoupit tak zem Japonské říši.

Korea jako součást japonského císařství v roce 1939

V celém státě byla zavedena moderní síť komunikací a dopravy v evropském stylu. Ta usnadnila japonské obchodní styky, sloužila japonskému obchodu a byla jedním z nástrojů pevné kontroly kolonie.
Japonci odstranili starou hierarchii z doby Čoson a „vylepšili“ korejský daňový systém, aby vyhnali farmáře z najaté půdy a mohl vyvážet rýžové produkty do Japonska (což způsobilo hlad a přineslo to sérii kárných opatření včetně zabíjení těch, co odmítali platit daně, nucené otroctví při stavbě silnic, v dolech a továrnách, a to nejdříve v Koreji a později i v dalších japonských okupovaných územích).
Poté, co zemřel bývalý korejský císař Kodžong (s podezřením, že ho někdo otrávil), uskutečnila se celostátní protijaponská manifestace. Stalo se tak 1. března 1919. Byla inspirována projevem amerického prezidenta Woodrowa Wilsona, který v něm hlásal podporu práva na sebeurčení národů a vyzýval k ukončení evropské koloniální nadvlády. O korejské nezávislosti se však nezmínil, protože se projaponská frakce v USA snažila o obchodní vpád do Číny skrz Korejský poloostrov. Deklarace nezávislosti byla přečtena v Soulu a odhadem dva miliony lidí (japonské záznamy však uvádějí méně než půl milionu) se zúčastnilo pokojné demonstrace za získání samostatnosti. Protesty byly však japonskou vládou tvrdě potlačeny. Asi 7000 lidí bylo zabito, 16 000 zraněno a 46 000 zatčeno. Mnoho korejských křesťanů bylo ukřižováno nebo zaživa upáleno v kostelích.
Pokračující protijaponské protesty, jako celostátní povstání studentů v listopadu 1929, vedly k zesílení vojenské vlády v roce 1931. Po propuknutí druhé čínsko-japonské války v roce 1937 a 2. světové války se Japonci pokusili zničit korejský národ. Povinným se stalo uctívání šintoistických svatyň. Školní osnovy se radikálně změnily a zrušilo se vyučování v korejštině. Samotná korejská kultura se stala ilegální. V novinách bylo zakázáno publikovat v korejštině, bylo zakázáno studovat korejskou historii na univerzitě, korejské texty byly ničeny, páleny nebo postaveny mimo zákon. Někteří Korejci utekli do Mandžuska nebo východního Ruska. Korejci v Mandžusku vytvořili skupiny hnutí odporu známé jako Armády nezávislosti, které cestovaly přes korejsko-čínskou hranici a vedly partyzánskou válku proti japonským silám.
Po svržení bomb na Hirošimu a Nagasaki bylo jasné, že válka v Tichomoří je u konce. Japonsko se vzdalo spojeneckým vojskům 15. srpna 1945 po 35 letech nadvlády nad Koreou. Rudá armáda obsadila Mandžusko a blížila se ke Koreji. Nic by nezabránilo sovětské okupaci celého poloostrova, protože americké jednotky se nedokázaly přesunout dostatečně rychle. Plukovník Dean Rusk proto navrhl rozdělení Koreje podél 38. rovnoběžky, aby určil sféry vlivu a zbývalo jim jen doufat, že SSSR na toto přistoupí. Tak se také stalo a Američané vstoupili do Koreje teprve 8. září.